# Nesòmids
Els nesòmids (Nesomyidae) són una família de rosegadors, gran i complexa, de la superfamília dels muroïdeus, tots nadius d'Àfrica o de Madagascar. S'inclouen en aquesta família les rates i ratolins de Madagascar, els ratolins escaladors, els ratolins africans de roques (petromiscins), els delanimins, els cricetomins, i els mistromins.
Molts dels seus membres es pensava que estaven relacionats amb uns altres dels muroïdeus, però aquest clade africà fou proposat i confirmat sobre la base d'estudis genètics. Les alternatives incloïen els cricetomins i nesomins en la família dels múrids i els mistromins en la família dels cricètids.

## Taxonomia
Els Nesomyidae es classifiquen en 6 subfamílies, 22 gèneres i 55 espècies.
- Cricetomyinae (rates de borsa)
- Delanymyinae
- Dendromurinae (ratolins escaladors)
- Mystromyinae (rata de cua blanca)
- Nesomyinae (rates i ratolins de Madagascar)
- Petromyscinae (ratolins africans)